# Mallinella mbaboensis
Mallinella mbaboensis là một loài nhện trong họ Zodariidae.
Loài này thuộc chi Mallinella. Mallinella mbaboensis được Robert Bosmans & van Hove miêu tả năm 1986.